# Passalus neivai
Passalus neivai là một loài bọ cánh cứng trong họ Passalidae. Loài này được Pereira miêu tả khoa học năm 1940.